# Theretra cecrops
Theretra cecrops är en fjärilsart som beskrevs av Pieter Cramer 1779. Theretra cecrops ingår i släktet Theretra och familjen svärmare. Inga underarter finns listade i Catalogue of Life.